# Stephan Meyer-Kohlhoff
Stephan Meyer-Kohlhoff (* 1962 in Bremen) ist ein deutscher Schauspieler und Videoproduzent.

## Leben und Werk
Er wuchs in Hofheim am Taunus auf, wo er auch sein Abitur machte. Meyer-Kohlhoff besuchte die Hochschule für Musik und Darstellende Kunst in Frankfurt am Main. Neben seiner Karriere als Schauspieler gründete er eine Firma für Videoproduktionen.

### Tätigkeit als Schauspieler
- 1986: Schuld und Sühne von Dostojewski ( als Nikolka), Berliner Schaubühne, Regie Andrzej Wajda
- 1988: Leben des Galilei (als Ludovico), Wuppertaler Bühnen, Regie Holk Freytag
- 1989: Dantons Tod Thalia-Theater, Regie Ruth Berghaus
- 1990: Der Elefantenmensch (als Dr. Treves), magazin-Theater Berlin, Regie Ulrich Simontowitz
- 1991: Die Daheimbs von René Pollesch im Frankfurter Mouson-Turm
- 1991: Liebe Jelewna Sergejewna (als Volodja), magazin-Theater, Berlin
- 1991: Schule der Frauen (als Horace), Tournee
- 2002: Einer flog übers Kuckucksnest, (als Rucly), Regie Wolfgang Hoffmann, Tournee
- 2004: Ladies Night in Stadttheater Bremerhaven, Regie Wolfgang Hoffmann
- 2009: Die Kanzlerin kommt (als Bürgermeister Schönlebe), Kulturkate Lübtheen, Regie Volkert Matzen

### Rollen in Filmen/Serien
Meyer-Kohlhoff bekam 1987 seine erste größere Fernsehrolle in dem dreiteiligen englischen Fernsehfilm „The Contract“, in dem er einen jungen Diplomaten spielte, der in den Westen entführt wurde, um seinen Vater zu erpressen. 1989 spielte er in dem ersten deutschen TV-Spielfilm über AIDS „Unsichtbare Mauern“ mit.
Für die Rolle des Prinzen in der Verfilmung von Aschenputtel unter der Regie von Karin Brandauer lernte er reiten. Gedreht wurde in Berlin und der damaligen Tschechoslowakei. Dann folgte das RTL-Abenteuer Schloß Pompon Rouge. In den Anfangsjahren von Gute Zeiten, schlechte Zeiten spielte er über vier Monate den (ersten) Martin Wiebe, einen Tischler mit Schulden und Schuldgefühlen. 1997 folgte sein erster Tatort, der zunächst als eine Folge der „Kommissarin“ in Hamburg gedreht wurde.
Bei „Unter Uns“ war Meyer-Kohlhoff der Journalist Thomas Blank, der über die Amnesie von Irene Weigel ein Buch schrieb, was sie ihm nie verzieh. In der preisgekrönten Serie KDD-Kriminaldauerdienst hatte er einen Kurzauftritt als betrügerischer Kinderarzt Dr. Moritz, ebenso einen Kurzauftritt in dem Oscar-nominierten Spielfilm „Baader-Meinhof-Komplex“ als Nachtwächter im Frankfurter Kaufhaus Schneider.

#### Filmographie
Filme
- 2007: Der Baader Meinhof Komplex als Nachtwächter[2]
- 2005: Hinter Gittern – Der Frauenknast als Arzt
- 2000: Die Gefesselten als Bankbeamter
- 1998: In aller Freundschaft als Thomas Lauban
- 1998: Zwei allein als Psychologe Horn
- 1997: Tatort: Alptraum als Jens
- 1997: Tatort: Gefährliche Übertragung als Jens
- 1996: Du bist nicht allein – Die Roy Black Story
- 1996: Feuerbach als Taxifahrer Max
- 1993: Happy Holiday als Tommi
- 1992: Felix und 2x Kuckuck als Jens Nissen
- 1991: Schloß Pompon Rouge als Benno von Stulpnagel
- 1991: Auto-Fritze als Monteue Laumer
- 1989: Aschenputtel als Prinz[3]
- 1989: Fabrik der Offiziere als Fähnrich Hochbauer, Regie: Wolf Vollmar
- 1989: Pole Poppenspäler als junger Pole
- 1989: Unsichtbare Mauern als Kenneth
- 1989: Vera und Babs als Andreas
- 1988: The Contract als Willi Guttman[4]
- 1987: Die Wicherts von nebenan als Postbeamter
- 1986: Das Kleine Postamt als Postlehrling
- 1986: So Long Cowboy als Thomas

Serien
- 2006: KDD – Kriminaldauerdienst als Dr. Moritz
- 2001–2002: Unter uns als Thomas Blank
- 2000: Klinikum Berlin Mitte – Leben in Bereitschaft als Betriebsarzt
- 1993: Gute Zeiten, schlechte Zeiten als Martin Wiebe #1
- 1999: In aller Freundschaft: Bittere Entscheidung